# Microcrèche
 (juin 2012).
Si vous disposez d'ouvrages ou d'articles de référence ou si vous connaissez des sites web de qualité traitant du thème abordé ici, merci de compléter l'article en donnant les références utiles à sa vérifiabilité et en les liant à la section « Notes et références ».
En France, une microcrèche est une structure d'accueil collectif, destiné aux enfants âgés de moins de 3 ans.
Ces établissements sont en fort développement et représentent en 2022 environ 86 400 places d’accueil.
Une microcrèche emploie généralement quatre professionnels de la petite enfance, qui peuvent être un auxiliaire de puériculture, un éducateur de jeunes enfants, ou un diplômé du CAP AEPE (Accompagnant Éducatif Petite Enfance). La structure accueille au maximum douze enfants simultanément. Il est prévu par la loi que quatorze enfants puissent être accueillis sous réserve que la fréquentation hebdomadaire ne dépasse pas 100 % (la capacité restant à 12 places) https://www.legifrance.gouv.fr/eli/decret/2021/8/30/2021-1131/jo/article_8

## Orthographe
Dans les mots formés d’un nom noyau précédé d’un élément préfixal, les éléments sont soudés entre eux si la soudure n’entraîne aucun problème de lecture.
Même si la faute est très répandue, voire majoritaire sur Internet, la nécessité d'orthographier correctement "microcrèche" et "multiaccueil" (en un seul mot dans les deux cas) ne souffre pas de discussion. Car en français, le préfixe ne se détache pas du radical : il faut écrire microphone, microcosme et microcrèche, et non "micro-phone", "micro-cosme" et "micro-crèche".

## Organisation
Le gestionnaire de l'établissement désigne une personne physique, qui peut être distincte de celle accueillant les enfants, qui assure le suivi technique de l'établissement et le suivi de la mise en œuvre du projet d'accueil. « Le référent technique a pour missions d’accompagner et de coordonner l’activité des personnes chargées de l’encadrement des enfants. « Si cette personne n’est pas titulaire d’une des qualifications mentionnées aux articles R. 2324-34, R. 2324-35 ou R. 2324-46, le gestionnaire s’assure du concours régulier d’une personne répondant à l’une de ces qualifications.
Deux  personnes répondant à ces exigences sont présentes à tout moment lorsque le nombre d’enfants présents est supérieur à trois.
Lorsque plusieurs établissements, mentionnés au 4° de l’article R. 2324-17 du décret no 2010-613 du 7 juin 2010 relatif aux établissements et services d’accueil des enfants de moins de six ans, sont gérés par une même personne, celle-ci est tenue de désigner un directeur dans les conditions prévues aux articles R. 2324-34 à R. 2324-37 et R. 2324-46 si la capacité totale de ces établissements est supérieure à vingt places. »

## Ouverture d'une microcrèche
L'ouverture d’une microcrèche est soumise, comme tous les établissements d'accueil du jeune enfant, à un agrément, sur dossier préalable. C’est le Président du Conseil Départemental qui donne l’avis ou l’autorisation d’ouvrir la microcrèche, après l’avis favorable des services de la protection maternelle et infantile (PMI).

## Implantation d'une microcrèche
Partout où les besoins de garde se font ressentir : en zone rurale, urbaine, périurbaine, etc. Ce peut être, par exemple, dans des petites communes rurales, pour lesquelles le coût d’une crèche est trop élevé, sur un territoire où peu de familles d’enfants de moins de six ans habitent et où une crèche de vingt places est d’une trop grande taille.
Sur certains territoires, la microcrèche répond aussi à un besoin de regroupement de professionnels de la garde d’enfants qui se sentent isolés.
Ce lieu d'accueil peut être un local commercial, une maison, un local communal affecté à cet usage.

## Les porteurs de projet
Une microcrèche peut être créée par :
- une personne morale à but non lucratif (association, fondation) ou à but lucratif (EURL, SARL, SA…) ;
- une commune, le département, la région ou un groupement de communes. Dans ce cas, la microcrèche sera un service d’accueil rattaché à la collectivité ;
- un établissement public (hôpital, gendarmerie…) ;
- une entreprise

## Aides au fonctionnement
Il existe deux possibilités de financement au fonctionnement entre lesquelles le gestionnaire doit faire un choix :
- soit un complément de libre choix du mode de garde (CMG) qui est versé à la famille et non à la crèche ;
- soit les prestations de service d’action sociale (PSU).

Il ne peut y avoir cumul entre les deux types de financement au sein d’une microcrèche.
Si le gestionnaire opte pour un financement indirect au moyen du complément du mode de garde « structure », la PAJE (prestation d'accueil de jeunes enfants)  est versée aux familles.
Si le gestionnaire opte pour un financement direct au titre des fonds d'action sociale, la prestation de service unique (PSU) peut être versée au gestionnaire sous certaines conditions

## Aides à l'investissement
Une subvention d'investissement peut être accordée dans la limite de 80 % du montant total des investissements. Cette intervention est plafonnée en valeur en fonction de la nature des places et du secteur d'implantation. Des contreparties sont sollicitées de la part des gestionnaires et notamment la mise en place d'un tarif préférentiel pour certaines familles en difficulté (à hauteur de 10 % du volume horaire d'accueil ou encore mettre en place une tarification variable en fonction des revenus. Les microcrèches bénéficiaires d'une aide à l'investissement versée par la Caf s'engagent à ne pas dépasser un prix horaire plafond de 10 €.

## Locaux
Comme pour tous les établissements d’accueil du jeune enfant, les microcrèches sont soumises au respect du référentiel batimentaire qui fixe un ensemble de normes que les établissements se doivent de respecter. https://www.legifrance.gouv.fr/eli/arrete/2021/8/31/SSAA2124242A/jo/texte

## Qualité de vie au travail
Selon une étude Label Vie microcrèches sont réputées pour qualité de vie au travail. La taille plus petite des unités, et le confort des locaux -puisque ces établissements sont souvent récents, participent à réduire la pénibilité.

## Qualité d'accueil
Dans les microcrèches la qualité d'accueil et d'encadrement varie énormément d'une structure à l'autre. La nature et le nombre d’encadrants sont souvent de bons indicateurs. Une microcrèche tourne correctement avec 4 ETP minimum. Même si on dit souvent que le nombre de professionnels doit être de trois personnes.

## Représentation nationale
Depuis 2020, le Regroupement des Entreprises de Micro-crèches Indépendantes représente les structures n’appartenant pas aux grands groupes. Fondé au moment de la crise Covid le REMi a vocation à défendre les plus petits établissements partout en France et outre-mer. Aujourd’hui reconnu par toutes les instances, le REMi est devenu un acteur incontournable quand il s’agit de parler de microcrèches.
Le REMi compte plus de 300 adhérents et est très actif dans la défense des petits gestionnaires indépendants. https://www.remi-asso.fr/